# Sonpi bunmyaku
Le Sonpi bunmyaku (尊卑分脈) est un recueil japonais de généalogies écrit par Tōin Kinsada à la fin du XIVe siècle et qui comprend quinze ou seize volumes. À la suite de rééditions enrichies, l'ensemble du texte comporte trente volumes. Le titre complet est 新編纂圖本朝尊卑分脈系譜雜類要集. Le livre est considéré comme une des principales sources pour l'étude de la généalogie de la noblesse japonaise, en particulier pour les nobles des époques Heian et Kamakura. L'ouvrage est aussi connu sous les titres Shoke ōkeizu (諸家大系図) et Shoke keifuden (諸家系譜伝).
Le Sonpi bunmyaku ne nous est pas intégralement parvenu mais les parties dont nous disposons détaillent plus particulièrement les membres des clans Fujiwara et Minamoto. Comme c'est le cas pour les autres recueils importants de généalogies, les noms véritables des femmes n'apparaissent pas (par exemple Murasaki Shikibu), sauf exception.
Son contenu comporte les généalogies des familles suivantes :
- Abe
- Fujiwara
- Kamo
- Ki
- Minamoto
- Mononobe
- Nakatomi
- Ōe
- Ono
- Ozuki
- Sakanoue
- Soga
- Sugawara
- Tachibana
- Taira
- Tajihi
- Tanba
- Wake

## Source de la traduction
- (en) Cet article est partiellement ou en totalité issu de l’article de Wikipédia en anglais intitulé « Sonpi Bunmyaku » (voir la liste des auteurs).